# Дебора Керр
Дебора Джейн Керр (англ. Deborah Jane Kerr-Trimmer; 30 вересня 1921 — 16 жовтня 2007) — британська акторка та балерина. Володарка премії «Золотий глобус» за фільм «Король і я», а також почесних премій «Оскар», BAFTA і нагороди Каннського кінофестивалю. Власниця зірки на Голлівудській алеї слави.

## Біографія
Дебора Джейн Керр народилася в шотландському місті Хеленсборо єдиною донькою в сім'ї Кетлін Роуз та капітана Артура Чарльза Керр-Триммера, пілота і ветерана Першої світової війни, який пізніше став архітектором та інженером.
Спочатку юна Дебора займалась балетом, а згодом вирішила присвятити себе акторському мистецтву.
Шотландською її прізвище звучить подібно до англ. care, але коли Керр почала свою кар'єру в Голлівуді, продюсери вирішили: щоб уникнути непорозумінь, її прізвище мусить вимовлятися як англ. car. Луїс Маєр навіть придумав приказку «Kerr rhymes with Star»!.

### Кар'єра
Першу роль Керр отримала в 1940 році у британському фільмі «Контрабанда», і того разу її навіть не вказали в титрах. Та через 7 років, після виходу фільму «Чорний нарцис» з участю Керр, її помітили голлівудські продюсери. Фільм мав велику популярність у Великій Британії та США, і Керр отримала «Премію нью-йоркських кінокритиків» у номінації «Найкраща акторка року».
У 1969 було екранізовано фільм «Метелики», у якому Керр єдиного разу знялась оголеною в любовній сцені. Через деякий час Керр відмовилась від кар'єри кінозірки і повернулася до балету, хоча у 1980 виконала роль медсестри у фільмі «Свідок обвинувачення», а у 1984 втілила літню Ему Гарт у мінісеріалі «Жіночий характер», за яку отримала номінацію на премію «Еммі».

## Нагороди
У 1998 році Дебора Керр була призначена Командором Британської імперії, але була не в змозі отримати звання особисто через проблеми із здоров'ям. 
За внесок у розвиток кіноіндустрії Деборі Карр створено іменну зірку на Голлівудській алеї слави на Вайн-стріт 1709.
Керр 6 разів номінувалася на «Оскар» як «Найкраща акторка»: за фільми «Едвард, мій син» (1949), «Відтепер і на віки віків» (1953), «Король і я» (1956), «Хіба що небеса знають, містер Еллісон» (1957), «За окремими столиками» (1958) і «Під кінець дня» (1960).
Чотири рази висувалася на премію «BAFTA» як «Найкраща британська акторка» за фільми «Кінець роману» (1955), «Чай і симпатія» (1956), «Під кінець дня» (1960) і «Крейдяний сад» (1964).
Карр не завойовувала премій «BAFTA», «Оскар» і нагороди Каннського кінофестивалю, але усі три кіноакадемії вручили їй почесні нагороди. У 1984 році вона удостоєна премії Каннського кінофестивалю, у 1991 році отримала спеціальну премію «BAFTA», а в 1994 році «Почесного Оскара».